# Гумбра
Гумбра (груз. გუმბრა) — село в Грузии, на территории Цхалтубского муниципалитета края (мхаре) Имеретия.

## География
Село находится в западной части Грузии, к востоку от реки Цхалтубосцкали, на расстоянии приблизительно 1 километра (по прямой) к юго-востоку от города Цхалтубо, административного центра муниципалитета. Абсолютная высота — 158 метров над уровнем моря.

## Население
По результатам официальной переписи населения 2014 года, в Гумбре проживал 2381 человек (1200 мужчин и 1181 женщина). В национальной структуре населения грузины составляли 99,4 %, русские – 0,4 %, украинцы – 0,1 %.
| Год  | Население, человек |
| ---- | ------------------ |
| 2002 | 2409               |
| 2014 | ↘ 2381             |